# Torhovîțea, Mlîniv
Torhovîțea (în ucraineană Торговиця) este localitatea de reședință a comunei Torhovîțea din raionul Mlîniv, regiunea Rivne, Ucraina.

## Demografie
Componența lingvistică a localității Torhovîțea
     Ucraineană (99,48%)
     Alte limbi (0,52%)
Conform recensământului din 2001, majoritatea populației localității Torhovîțea era vorbitoare de ucraineană (99,48%), existând în minoritate și vorbitori de alte limbi.